# Łuk Wignacourta
Łuk Wignacourta znany jako Brama Fleur-De-Lys (malt. L-Arkata ta' Wignacourt magħrufa bħala l-Bieb ta' Fleur-De-Lys, ang. The Wignacourt Arch known as the Fleur-De-Lys Gate) – ozdobna brama w formie łuku, stojąca na granicy pomiędzy Fleur-de-Lys (przedmieście Birkirkary) i Santa Venera na Malcie. Łuk oryginalnie zbudowano w latach 1610-1615 jako część akweduktu Wignacourta. Pomiędzy kwietniem 1943 roku a lutym 1944 roku, łuk uległ zniszczeniu, a następnie przeprowadzono jego rozbiórkę. W 2015 roku łuk został zrekonstruowany, zaś odsłonięcie budowli miało miejsce 28 kwietnia 2016 roku.

## Oryginalny łuk
Akwedukt Wignacourta zbudowany został pomiędzy 1610 a 1615 rokiem, aby dostarczać wodę ze źródeł w Dingli i Rabacie do maltańskiej stolicy Valletty. Nazwany został na cześć Alofa de Wignacourta, Wielkiego Mistrza Zakonu św. Jana, który częściowo sfinansował jego budowę.

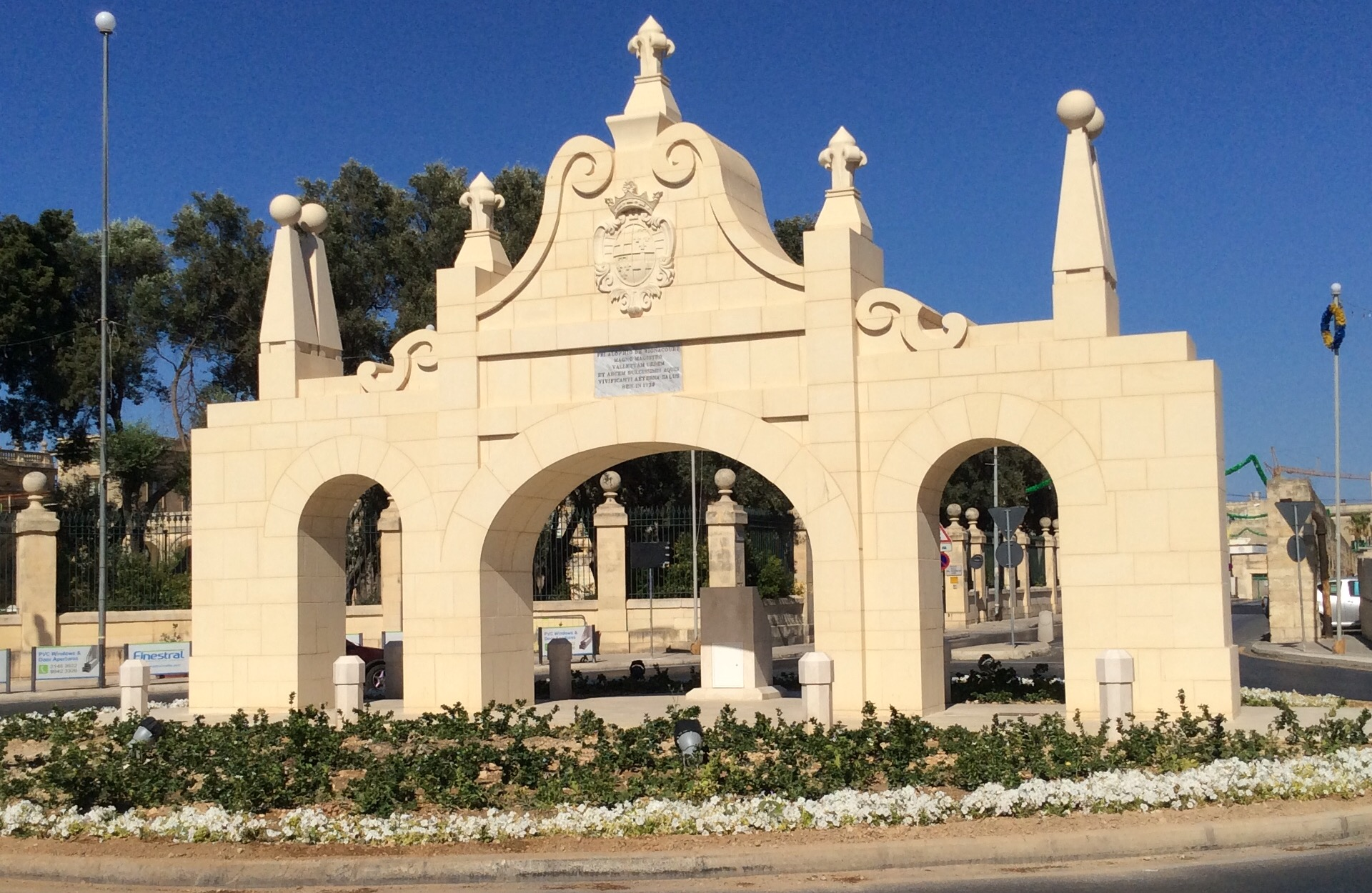
Łuk widziany od strony Birkirkary

Wodociąg prowadzony był podziemnymi rurami oraz, w miejscach obniżenia poziomu gruntu, szeregiem kamiennych łuków. Aby upamiętnić budowę akweduktu, w miejscu, gdzie przecinał on drogę prowadzącą z Mdiny do Valletty, zbudowano ozdobną bramę. Barokowa brama miała duże przejście w środku, i mniejsze po każdej stronie. Ozdobiona była trzema fleur-de-lis, motywem z herbu Wignacourta, oraz dwoma marmurowymi płytami z łacińskimi inskrypcjami. Na płycie od strony Santa Venera czytamy:

HAC VALLETTA TENUS FUNCTUM JACUISSE CADAVER

VISA EST NUNC LATICIS SPIRITUS INTUS ALIT

INCUBUIT PRIMUS OLIM CEU SPIRITUS UNDIS

SPIRITUS ENIXA SIC MODO FERTUR ACQUA

(co znaczy: Do tej pory Valletta leżała jak trup. Dziś duch wody przywrócił jej życie. Pierwotny duch unosił się w wodzie. Teraz dostarczono do niej wodę i duch ten pojawił się ponownie.)

Na płycie od strony Birkirkary czytamy:

FRI. ALOPHIO DE WIGNACOURT

MAGNO MAGISTRO

VALLETTAM URBEM

ET ARCEM DULCISSIMIS AQUIS

VIVIFICANTI AETERNA SALUS

REN. IN 1739

(co znaczy: Fra Alof de Wignacourt, Wielki Mistrz. Miasto Valletta i Cytadela, najsłodsze wody ożywiają wieczne zbawienie. Odnowiono w 1739.)

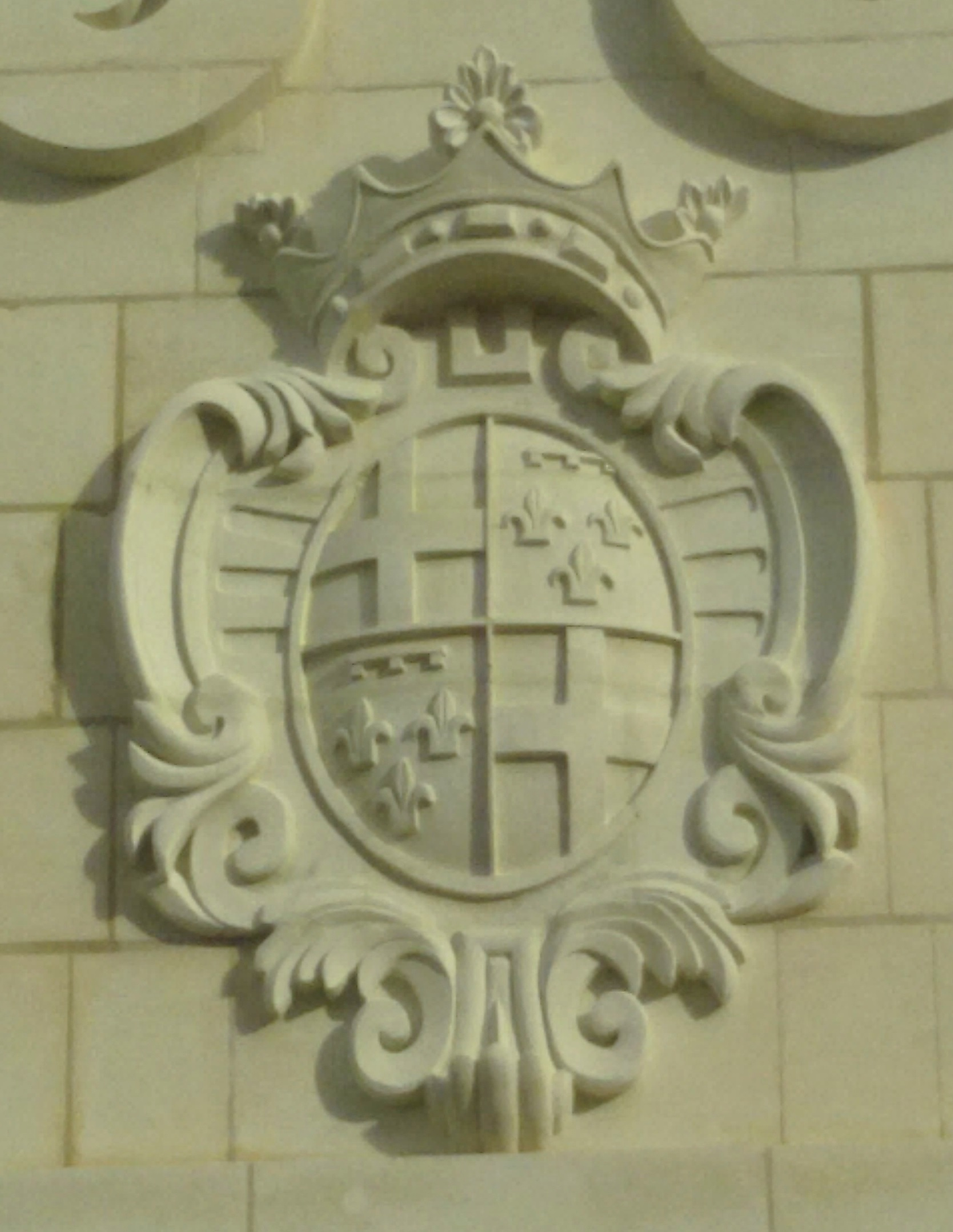
Herb Alofa de Wignacourt na zrekonstruowanym łuku

Okolica wokół łuku utrzymała charakter wiejski aż do początków XX wieku. W latach 1905–1929 koło łuku biegła linia tramwajowa. Po II wojnie światowej w okolicy tej powstało przedmieście Fleur-de-Lys, nazwę swą wzięło od heraldycznego symbolu na bramie.

### Zniszczenie
18 kwietnia 1943 roku w nocy, ciężarówka Royal Air Force, zmierzająca nieoświetloną drogą w kierunku lotniska polowego w Ta’ Qali, uderzyła w łuk, poważnie uszkadzając go od strony Santa Venera. Dwa miesiące później, pod nadzorem Public Works Department, centralny łuk został rozebrany przez personel wojskowy. Brama została kompletnie zburzona 12 lutego 1944 roku, kiedy ciężarówka Royal Army Service Corps uderzyła w pozostałe części budowli. Kamienne szczątki były przypuszczalnie przechowywane przez Brytyjczyków, ale podobnie jak w przypadku innych zabytków, nigdy nie zostały odzyskane przez Maltańczyków. Do dziś nie wiadomo co się z nimi stało. Udało się jedynie odzyskać obie tablice pamiątkowe z łuku.
Na miejscu bramy zbudowane zostało później rondo z fontanną. Aby poszerzyć drogę i zrobić miejsce pod rondo zburzonych zostało kilka przęseł akweduktu.

## Rekonstrukcja
Zachowane przęsła akweduktu Wignacourta zostały odnowione w latach 2004–2005. Prezes Bank of Valletta, którego główna siedziba znajduje się w pobliżu łuku, obiecał zrealizować jego odbudowę, lecz ostatecznie nie zostały podjęte w związku z tym żadne działania.
W roku 2012 Komitet Administracyjny Fleur-de-Lys oraz Birkirkara Local Council obwieściły, że planują odbudowę łuku w oryginalnej wielkości. Pierwotnie policja sprzeciwiła się projektowi wierząc, że może to stanowić zagrożenie dla ruchu drogowego, lecz porównano sytuację przy innych monumentalnych bramach i łukach na Malcie, jak np. Porte des Bombes. W październiku tego samego roku plany zostały w końcu zatwierdzone przez Malta Environment and Planning Authority, lecz zawieszono ich wykonanie z powodu nierozstrzygniętego przetargu. W kwietniu 2013 roku projekt został przekazany do wykonania firmie Vaults Ltd, zamiast V&C Contractors, która pierwotnie wygrała przetarg. Koszty odbudowy łuku wyniosły w sumie 280 000 euro, z czego 100 000 euro zostało przekazane przez Bank of Valletta 40 000 euro zostało wzięte z Good Causes Fund, zaś pozostałe 140 000 euro zapłacił Birkirkara Local Council.
Kiedy zakończono przygotowania do odbudowy łuku, pomiędzy lokalną radą w Birkirkara a taką samą w Santa Venera wywiązała się dyskusja, jak nazwać budowlę. Propozycją pierwszej była nazwa Fleur-de-Lys Gate (Brama Fleur-de-Lys), kiedy ta ostatnia sugerowała użycie nazwy Wignacourt Arch (Łuk Wignacourta). We wrześniu roku 2013 rada z Santa Venera pozwała radę z Birkirkara do sądu i oskarżyła ją o powodowanie „historycznej szkody” przez nazywanie bramy niewłaściwą nazwą. W sierpniu 2014 roku obie rady zgodziły się na używanie nazwy The Wignacourt Arch known as the Fleur-de-Lys Gate (Łuk Wignacourta znany jako Brama Fleur-de-Lys).
Prace budowlane rozpoczęto 1 sierpnia 2014 roku, lecz wkrótce wstrzymano je w związku z odkopaniem części oryginalnych fundamentów łuku. Rekonstrukcję wznowiono w styczniu 2015 roku, a zakończono je przed końcem listopada tego roku. Kilka ostatecznych prac wykonano w lutym 2016 roku, m.in. umieszczono dwie marmurowe tablice pamiątkowe. Odsłonięcie łuku przez premiera Josepha Muscata oraz burmistrza Birkirkary Joanne Debono Grech nastąpiło 28 kwietnia 2016 roku.

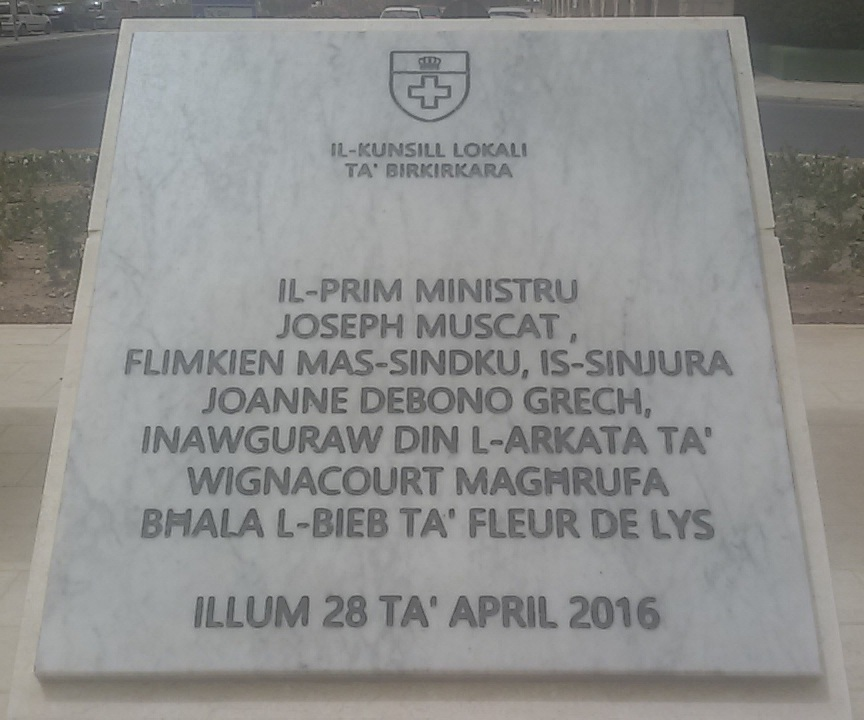
Tablica upamiętniająca rekonstrukcję

Aby upamiętnić rekonstrukcję łuku zainstalowano na nim herb Birkirkary oraz tablicę z poniższą inskrypcją:

IL-KUNSILL LOKALI

TA' BIRKIRKARA

IL-PRIM MINISTRU

JOSEPH MUSCAT,

FLIMKIEN MAS-SINDKU, IS-SINJURA

JOANNE DEBONO GRECH,

INAWGURAW DIN L-ARKATA TA'

WIGNACOURT MAGĦRUFA

BĦALA L-BIEB TA' FLEUR DE LYS

ILLUM 28 TA' APRIL 2016

(co znaczy: Samorząd Lokalny Birkirkara. Premier Joseph Muscat, razem z burmistrzem, Panią Joanne Debono Grech, zainaugurował Łuk Wignacourta znany jako Brama Fleur-De-Lys, dzisiaj 28 kwietnia 2016)

## Wydania okolicznościowe
W roku 2015, aby upamiętnić 400-lecie akweduktu Wignacourta, Central Bank of Malta wyemitował srebrną monetę o wartości 10 euro, a MaltaPost wydała serię dwóch znaczków. Łuk Wignacourta przedstawiony jest na monecie oraz na jednym ze znaczków.